# جایاپورا
جایاپورا (به لاتین: Jayapura) یک شهر در اندونزی است که در پاپوآ واقع شده‌است.

## خصوصیات
جایاپورا ۹۳۵٫۹۲ کیلومترمربع مساحت و ۳۱۵٬۸۷۲ نفر جمعیت دارد و ۲۸۷ متر بالاتر از سطح دریا واقع شده‌است.
جمعیت این شهر بر اساس سرشماری سال ۱۹۹۰ میلادی، ۹۴٫۷۴۷ نفر؛ بر اساس سرشماری سال ۲۰۰۰ میلادی، ۱۲۰٫۲۸۳ و بر اساس سرشماری سال ۲۰۰۷ میلادی به ۱۴۰٫۷۲۳ نفر بوده است.

## شهرهایخواهرخوانده
- پورتوپرنسس
- سان خوزه (کاستاریکا)
- سونگکلا